# Eressa rubribasis
Eressa rubribasis är en fjärilsart som beskrevs av Joannis 1912. Eressa rubribasis ingår i släktet Eressa och familjen björnspinnare. Inga underarter finns listade i Catalogue of Life.